# Васильев, Александр Васильевич (тюрколог)
Александр Васильевич Васильев (23 февраля 1861, с. Шутнерево Чебоксарского уезда Казанской губернии, Россия — 23 октября 1943, г. Казань) — собиратель казахской устной словесности, миссионер.
Учился в духовном училище Чебоксар, позже — в Казанской духовной академии (1882—1886). Преподавал в духовной семинарии Оренбурга. В 1889—1894 годах работал инспектором народных школ Торгайской области, с 1894 года — советником Торгайского областного управления в Оренбурге. 10 лет был редактором газеты «Торгай».
В 1906—1923 годах занимался учебно-просветительской работой. Васильев изучал казахский язык, историю русского просвещения в Торгае. Статьи Васильева о казахском эпосе и фольклоре были опубликованы в газете «Торгай». Васильев — автор учебников русского языка для казахских школ.

## Сочинения
- О киргизском языке и его транскрипции, Оренбург, 1896;
- Исторический очерк русского образования в Тургайской области и современное его состояние, Оренбург, 1896;
- Материалы к характеристике взаимных отношений татар и киргизов с предварительным кратким очерком этих отношений, Оренбург, 1898;
- Базай Батыр и сын его Коруглы. Из киргизских преданий, Оренбург, 1905.